# Bad Langensalza
Bad Langensalza (före 1956 Langensalza) är en stad i Unstrut-Hainich-Kreis i förbundslandet Thüringen i Tyskland.
Staden, som är belägen vid ån Salza, ett tillflöde till Unstrut, är en gammal brunnsort med Tysklands rikaste svavelkälla. I närheten ligger ruiner av klostret Homburg (Hohenburg), där kejsar Henrik IV i juni 1075 besegrade de upproriska sachsarna.
Vid Langensalza stod 1866 ett slag mellan hannoveraner och preussare. För att hindra hannoveranernas förening med sydtyska trupper ryckte 27 juni på morgonen 8700 preussare under general Eduard Moritz von Flies från Gotha till Langensalza, där de anfölls av den 16000 man starka hannoverska armén under general Alexander von Arentschildt och nödgades vika. Då emellertid preussiske generalen Eduard Vogel von Falckenstein följande dag samlade överlägsna trupper kring hannoveranerna, blev dessa tvingade att kapitulera.

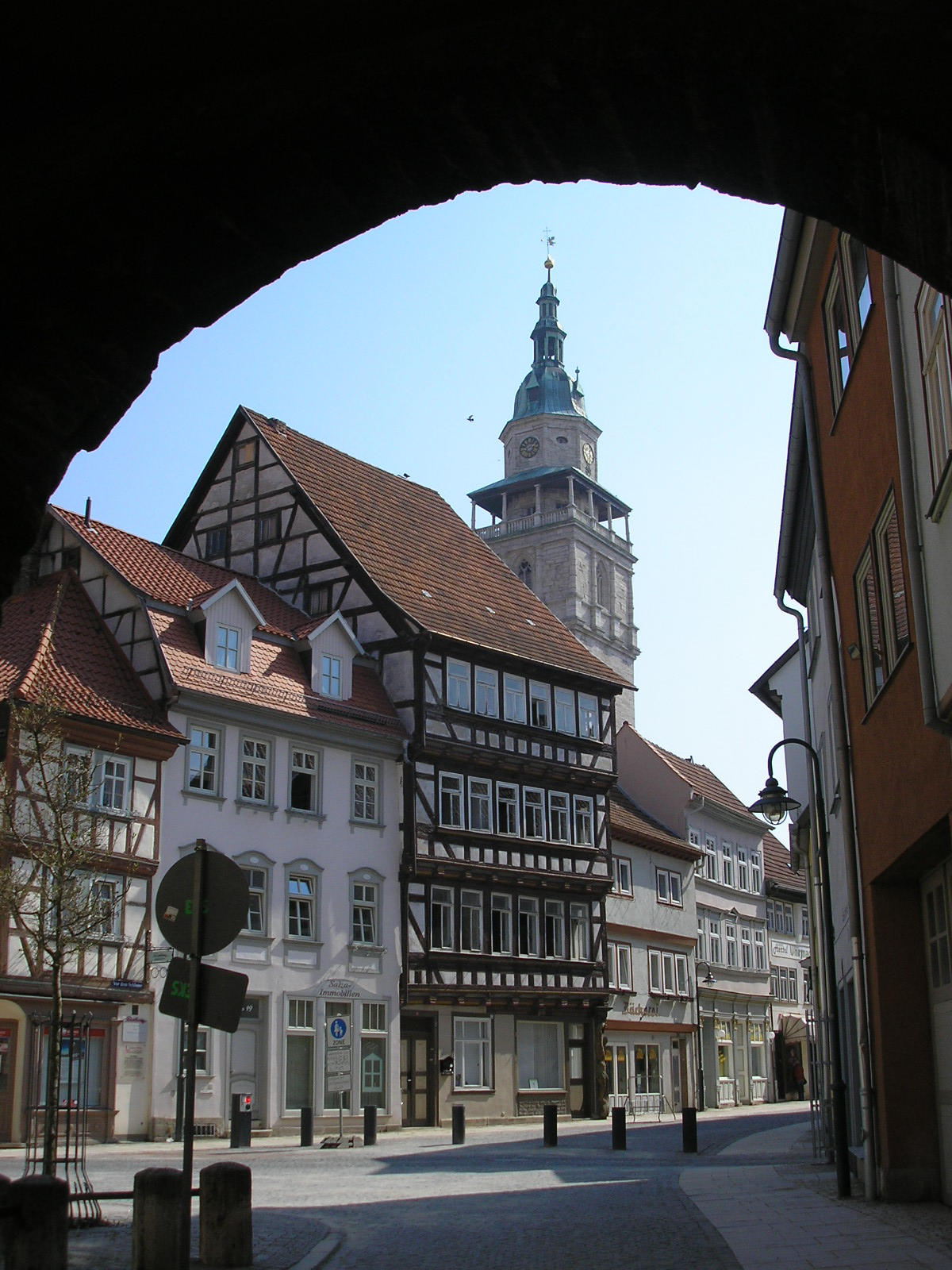
Gamla staden